# Комедийная драма
Комедийная драма (англ. comedy drama) — гибридный жанр произведений, которые сочетают в себе элементы комедии и драмы. В кино, а также в телесериалах по сценарию, серьезные драматические темы (такие как смерть, болезнь, предательство, горе и т. д.) затрагиваются с реализмом и тонкостью, сохраняя при этом юмористический тон.
Термин «драмеди» начал использоваться в телеиндустрии в 1980-х годах. Современные телевизионные комедийные драмы, как правило, имеют больше юмора, интегрированного в сюжет, чем разрядки смехом, распространённой в драматических сериалах, но обычно содержат более низкий уровень шуток, чем ситкомы.

## История
В греческом театре, пьесы считались комедиями или трагедиями (т.е. драмой). Первые — легкие истории со счастливым концом, а вторые — серьезные истории с грустным концом. Эта концепция даже повлияла на римский театр и театр Эллинизма. Считается, что театр той эпохи оказывает долгосрочное влияние даже на современные повествовательные произведения.
Даже сегодня произведения часто делятся на две широкие категории: драмы и комедии. Например, многие награды, которые признают достижения в кино и на телевидении, такие как прайм-таймовая премия «Эмми» и «Золотой глобус», разделяющие несколько наград на эти две классификации.
Термин «драмеди» является переводом с французского слова «comédie dramatique».
В XX веке наблюдался рост кино- и телеработ, которые можно охарактеризовать как комедийные драмы. В американском кино «Малыш» Чарли Чаплина признан первым полнометражным фильмом, сочетающим комедию и драму.

## Характеристика
В январе 2022 года Рафаэль Абреу, пишущий для киноблога StudioBinder, определил этот жанр следующим образом:
Драмеди — фильм или программа, которая уравновешивает элементы драмы и комедии. Также известный как комедийная драма, этот гибридный жанр часто имеет дело с реальными жизненными ситуациями, обоснованными персонажами и правдоподобными ситуациями. Соотношение между драмой и комедией может варьироваться, но в большинстве времени существует равная мера и того, и другого, при этом ни одна из сторон не доминирует.
Абреу также добавляет, что драмеди часто затрагивают серьёзные темы, такие как развод, болезнь, трудности и душевная боль.